# Aeroportul Jacksonville Executive at Craig
Aeroportul Jacksonville Executive at Craig (IATA: CRG, ICAO: KCRG, FAA LID: CRG) este un aeroport din Florida, Statele Unite ale Americii ce deservește zona Jacksonville. Aeroportul a fost tranzitat în 2019 de 224 de pasageri. A fost numit după zona deservită.
Situat la o altitudine de 12 m, aeroportul dispune de 2 piste.

## Infrastructură

### Piste
Aeroportul dispune de 2 piste. Pista 05/23 are suprafața de asfalt și dimensiunile 4.004 picioare × 100 picioare. Pista 14/32 are suprafața de asfalt și dimensiunile 4.008 picioare × 100 picioare. 